# Língua meinaco
A língua mehinako (em mehinako: imiehünaku, AFI: [imʲehɨnaku]), também conhecido como meinaco, meinacu ou mehináku é uma língua pertencente à família arauak, falada pelo povo indígena Meinaco, que vive às margens do rio Kurisevo, no Parque Indígena do Xingu, localizado no Mato Grosso, Brasil.
Embora o mehinako seja falado por aproximadamente 325 falantes divididos entre quatro aldeias, a língua se mantém estável em comparação com outras línguas indígenas brasileiras, pois continua sendo transmitida às novas gerações e utilizada no cotidiano das comunidades. No entanto, isso não a exclui da condição de alto risco de extinção enfrentada pelas demais línguas indígenas do Brasil.
Não há um consenso geral quanto a classificação das línguas arauak, uma vez que podem ser utilizadas as classificações de Aikhenvald (1999), Ramirez (2020), Payne (1991), ou Joelsky (2017).  Segundo Joelsky, a língua mehinako faz parte da sub-família xaray-Xingu, que por sua vez faz parte do ramo arauak oriental, da família arauak. Por conta de sua similaridade com a língua wauja, o mehinako e o wauja já foram considerados a mesma língua, todavia, o consenso atual é que são consideradas línguas diferentes apesar de serem muito semelhantes.

## Etimologia
O termo "mehinako" é proveniente de uma adaptação fonológica indígena ao português brasileiro do endônimo imiehünaku.

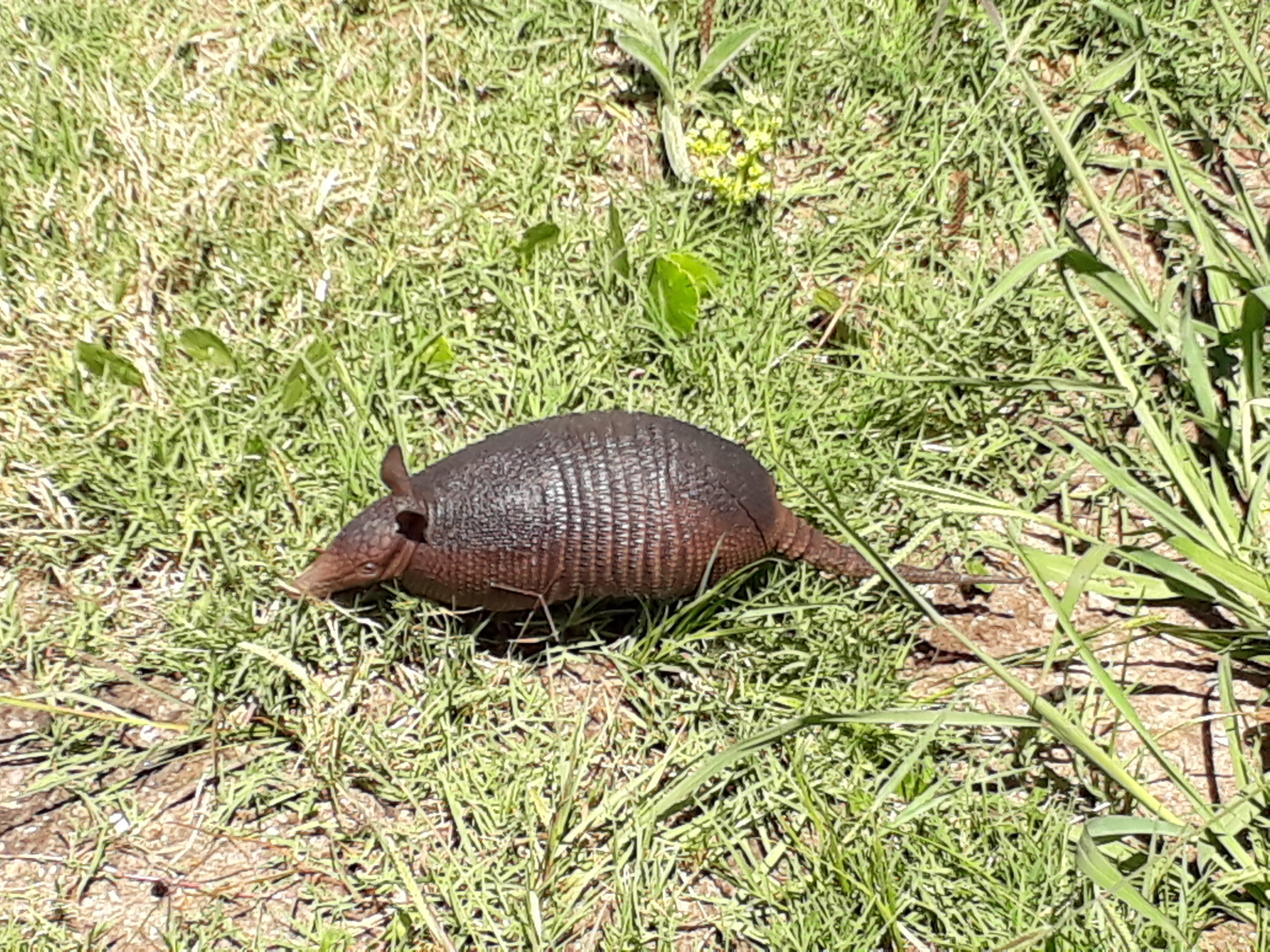
Tatu-mirim, espécie de tatu endêmica do Mato Grosso

A origem etimológica do nome "mehinako" é incerta e há poucas evidências documentais que permitam determinar com precisão seu significado. Uma delas, obtida através da entrevista concedida pelo indígena Iumuin Mehinaku, afirma que imiehünaku significa "toca de ariranha". No entanto, essa explicação apresenta inconsistências, uma vez que a tradução mais precisa para "toca de ariranha" na língua mehinako seria ewexüpünepenu.
Uma outra possibilidade etimológica pode ser observada a partir da designação utilizada pelos wauja, povo indígena próximo dos mehinako. Os wauja referem-se aos mehinako pelo termo iyehünaku, que parece ser derivado de iyehü, nome de uma espécie de tatu local, associado ao sufixo -naku, que, por sua vez, significa "local" ou "interior de". Essa denominação sugere que o nome mehinako pode estar relacionado ao local do tatu.

## Distribuição
O mehinako é uma língua de distribuição geograficamente limitada, sendo principalmente um idioma étnico associado ao povo mehinako e à região do Parque Indígena do Xingu. É utilizada por aproximadamente 326 falantes distribuídos entre quatro aldeias. Diferente do que ocorre em alguns outros povos indígenas,  no  caso  do  mehinako  há  uma  correlação  entre  o  número  da  população  e  o  número  de  falantes.  Todos  os  membros  das  quatro  aldeias  mehinako  falam  a  língua  materna. Além disso, devido há uma grande ocorrência de casamentos interétnicos, percebe-se uma forte presença da língua mehinako nas aldeias dos povos próximos, como os Aweti, Wauja e Yawalapiti.
Na literatura linguística, é amplamente reconhecido que o Xingu constitui um território de intenso multilinguismo. Entretanto, apesar do contato secular entre os mehinako e os diversos povos xinguanos, esse grupo mantém uma relativa uniformidade linguística. Não é possível afirmar, de forma homogênea, que haja influência direta de outras línguas indígenas ou do português em suas comunidades.Salvo os compartilhamos linguísticos que deram origem ao mehinako falado atualmente, a língua deste povo se mantém resistente a mudanças oriundas do contato, mesmo com o português, que está cada vez mais presente na comunidade dada a inserção de celulares, rádios e televisores.
O mehinako é a língua utilizada no ambiente familiar, enquanto o português tem se estabelecido como uma espécie de língua franca, tanto no Xingu quanto fora dele. Os indígenas mais jovens, geralmente bilíngues em sua língua nativa e em português, empregam este último para tratar de questões ligadas à gestão de seus territórios, à venda de artesanatos e a outras interações com a sociedade não indígena.
Quanto à alfabetização em mehinako, entende-se que essa era bastante precária nos anos anteriores a criação do Imiehünaku iayaka: livro para alfabetização na língua mehinako. E, hoje em dia, o ensino escrito da língua mehinako fica reservado à escola indígena estadual, onde são ensinados tópicos aleatórios a respeito de sua língua.
Dialetos e línguas relacionadas

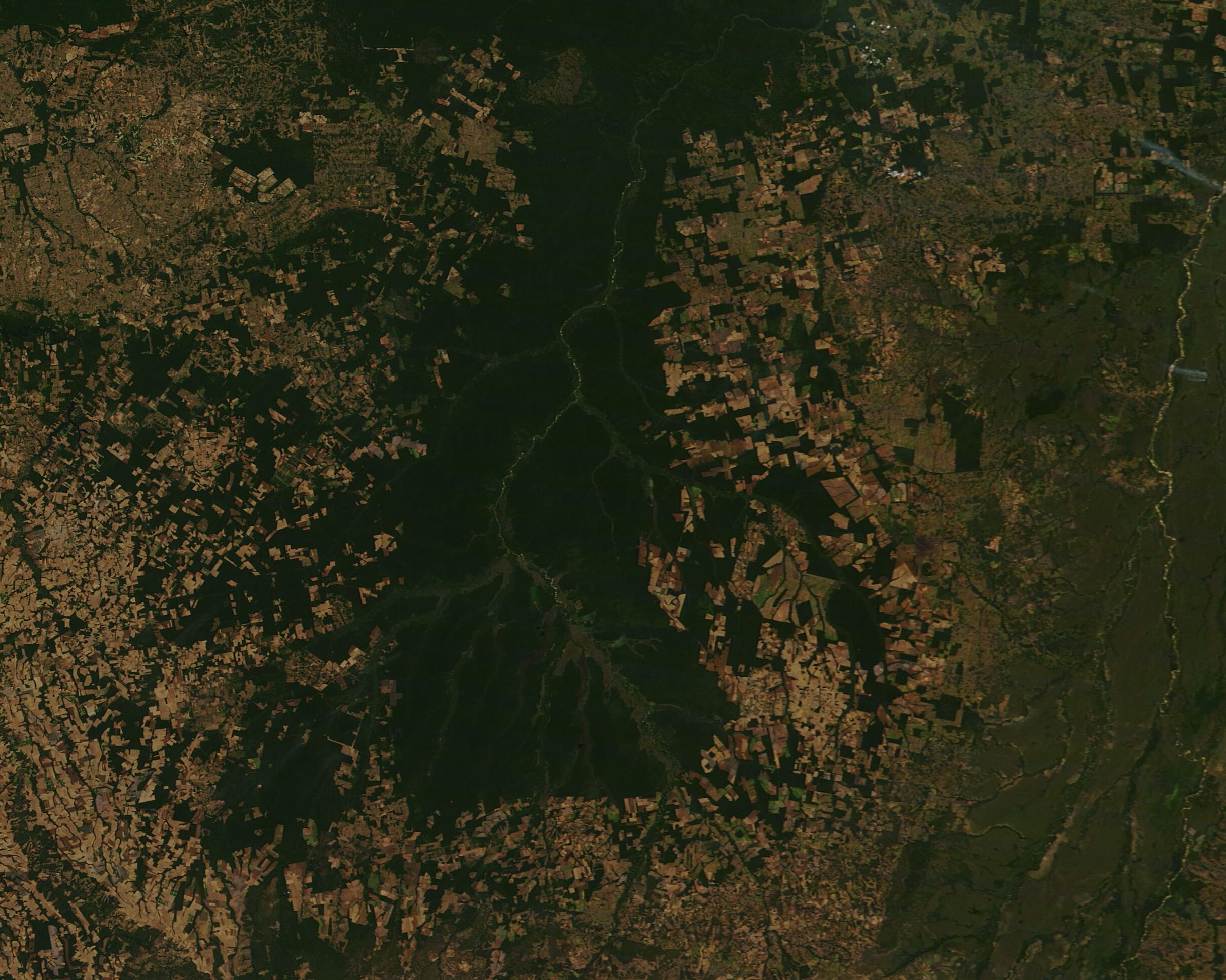
Vista superior do parque indígena Xingu

Por ser uma língua de distribuição relativamente pequena, o mehinako não dispõe de diferentes dialetos, mas tem uma grande proximidade com a lingua wauja, como pode ser visto na tabela a seguir:

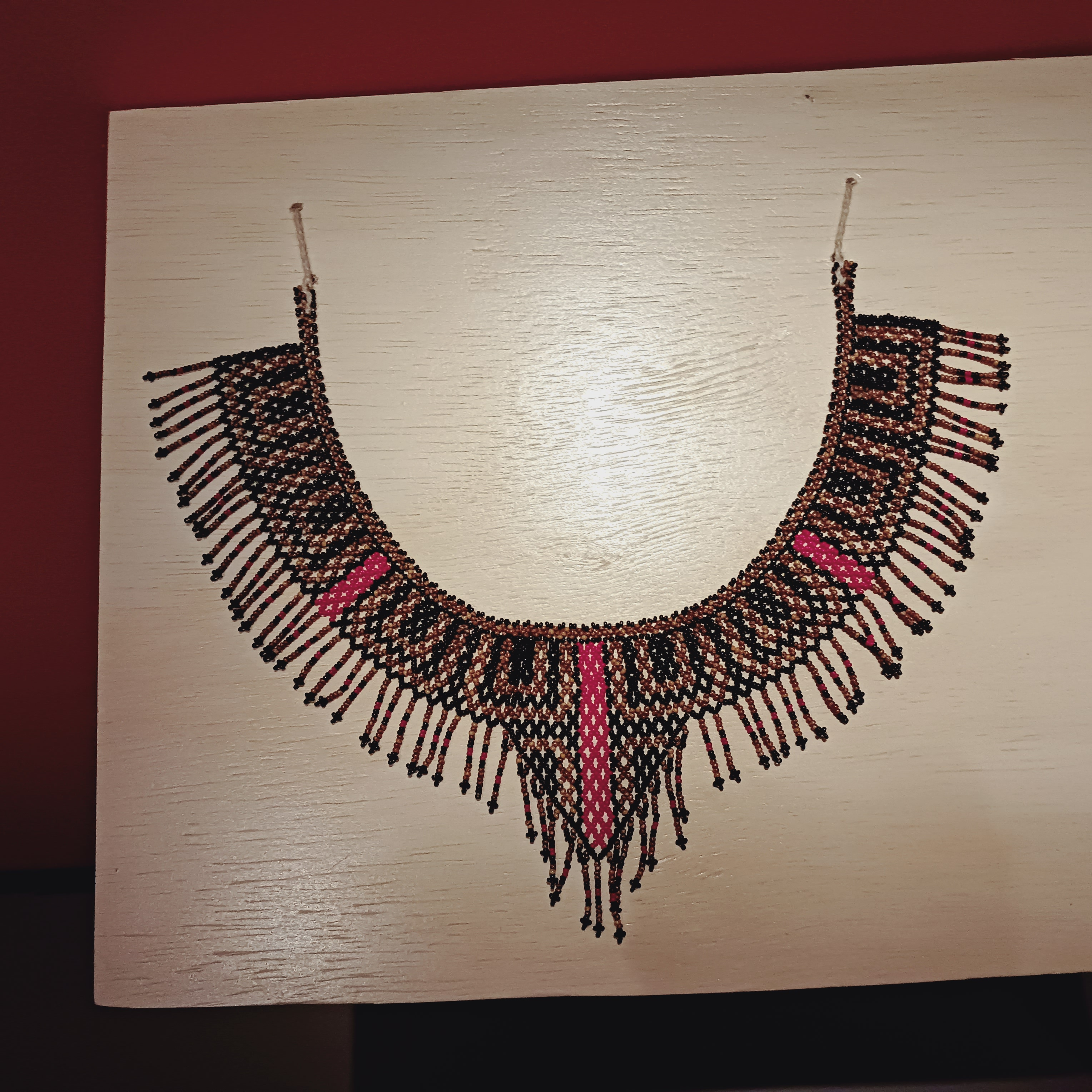
Colar tradicional mehinako

| Mehinako      | Wauja     | Português           |
| ------------- | --------- | ------------------- |
| uku           | ukú       | flecha              |
| kula pilatüxu | netsei    | colar (objeto)      |
| uhu           | uhupuya   | batata doce         |
| apapayẽi      | apapaatai | espírito            |
| -naku         | -naku     | local de (sufixo)   |
| panaka        | panakatí  | planta (cultivada)  |
| -werehü       | -uruweho  | dono de (sufixo)    |
| e'tene        | etene     | remo                |
| arimu'tutu    | arimaʒuto | carvão              |
| putaka        | putaka    | indígena (xinguano) |

|               | Atlântico                                                                                                  |
|               | |
|               | Guaporé-Tapajós                                                                                            |
|               | |
| ㅤXaray‑Xingu | \| \| Mehinako \| \| \| \| \| \| Wauja \| \| \| \| \| \| Yawalapiti \| \| \| \| \| \| Kustenau \| \| \| \| |
|               | \| \| Mehinako \| \| \| \| \| \| Wauja \| \| \| \| \| \| Yawalapiti \| \| \| \| \| \| Kustenau \| \| \| \| |
|               | Waraikuㅤ                                                                                                  |
|               | |
|               | Mehinako                                                                                                   |
|               | |
|               | Wauja |
|               | |
|               | Yawalapiti                                                                                                 |
|               | |
|               | Kustenau                                                                                                   |
|               | |

|  | Mehinako   |
|  |            |
|  | Wauja      |
|  |            |
|  | Yawalapiti |
|  |            |
|  | Kustenau   |
|  |            |

|               | Atlântico                                                                                                  |
|               | |
|               | Guaporé-Tapajós                                                                                            |
|               | |
| ㅤXaray‑Xingu | \| \| Mehinako \| \| \| \| \| \| Wauja \| \| \| \| \| \| Yawalapiti \| \| \| \| \| \| Kustenau \| \| \| \| |
|               | \| \| Mehinako \| \| \| \| \| \| Wauja \| \| \| \| \| \| Yawalapiti \| \| \| \| \| \| Kustenau \| \| \| \| |
|               | Waraikuㅤ                                                                                                  |
|               | |
|               | Mehinako                                                                                                   |
|               | |
|               | Wauja |
|               | |
|               | Yawalapiti                                                                                                 |
|               | |
|               | Kustenau                                                                                                   |
|               | |

|  | Mehinako   |
|  |            |
|  | Wauja      |
|  |            |
|  | Yawalapiti |
|  |            |
|  | Kustenau   |
|  |            |

|               | Atlântico                                                                                                  |
|               | |
|               | Guaporé-Tapajós                                                                                            |
|               | |
| ㅤXaray‑Xingu | \| \| Mehinako \| \| \| \| \| \| Wauja \| \| \| \| \| \| Yawalapiti \| \| \| \| \| \| Kustenau \| \| \| \| |
|               | \| \| Mehinako \| \| \| \| \| \| Wauja \| \| \| \| \| \| Yawalapiti \| \| \| \| \| \| Kustenau \| \| \| \| |
|               | Waraikuㅤ                                                                                                  |
|               | |
|               | Mehinako                                                                                                   |
|               | |
|               | Wauja |
|               | |
|               | Yawalapiti                                                                                                 |
|               | |
|               | Kustenau                                                                                                   |
|               | |

|  | Mehinako   |
|  |            |
|  | Wauja      |
|  |            |
|  | Yawalapiti |
|  |            |
|  | Kustenau   |
|  |            |

|               | Atlântico                                                                                                  |
|               | |
|               | Guaporé-Tapajós                                                                                            |
|               | |
| ㅤXaray‑Xingu | \| \| Mehinako \| \| \| \| \| \| Wauja \| \| \| \| \| \| Yawalapiti \| \| \| \| \| \| Kustenau \| \| \| \| |
|               | \| \| Mehinako \| \| \| \| \| \| Wauja \| \| \| \| \| \| Yawalapiti \| \| \| \| \| \| Kustenau \| \| \| \| |
|               | Waraikuㅤ                                                                                                  |
|               | |
|               | Mehinako                                                                                                   |
|               | |
|               | Wauja |
|               | |
|               | Yawalapiti                                                                                                 |
|               | |
|               | Kustenau                                                                                                   |
|               | |

|  | Mehinako   |
|  |            |
|  | Wauja      |
|  |            |
|  | Yawalapiti |
|  |            |
|  | Kustenau   |
|  |            |

## História
Pouco se sabe sobre a origem dos povos do Xingu, sua fixação na região e seus processos migratórios. O conhecimento atual tem sido construído de forma gradual a partir de fontes documentais escassas,  muitas delas produzidas por viajantes e estudiosos cujos interesses não estavam centrados no estudo linguístico, da tradição oral e de pesquisas etno-arqueológicas.
No caso dos mehinako, embora os anciãos relatem sua presença secular nas proximidades dos rios Kurisevo e Kuluene, o primeiro registro etnográfico sobre esse povo foi feito por Karl von den Steinen em 1884, durante sua expedição à região. Seu livro Entre os Aborígenes do Brasil Central reúne descrições sobre os povos indígenas que visitou durante essa viagem, bem como aspectos das línguas desses povos. Dessa maneira, a reconstrução do histórico de contato e deslocamentos territoriais dos mehinako é complexa, pois, além do relato de Steinen, há poucas fontes documentais disponíveis.
A alfabetização em mehinako era bastante precária anterior à criação do Imiehünaku iayaka: Livro para Alfabetização na Língua mehinako, publicado em 2002. Esse material foi um marco inaugural no estudo da alfabetização na língua, pois, apesar de já existirem registros escritos anteriores, não havia até então um material didático voltado especificamente para o ensino formal da escrita em mehinako. 

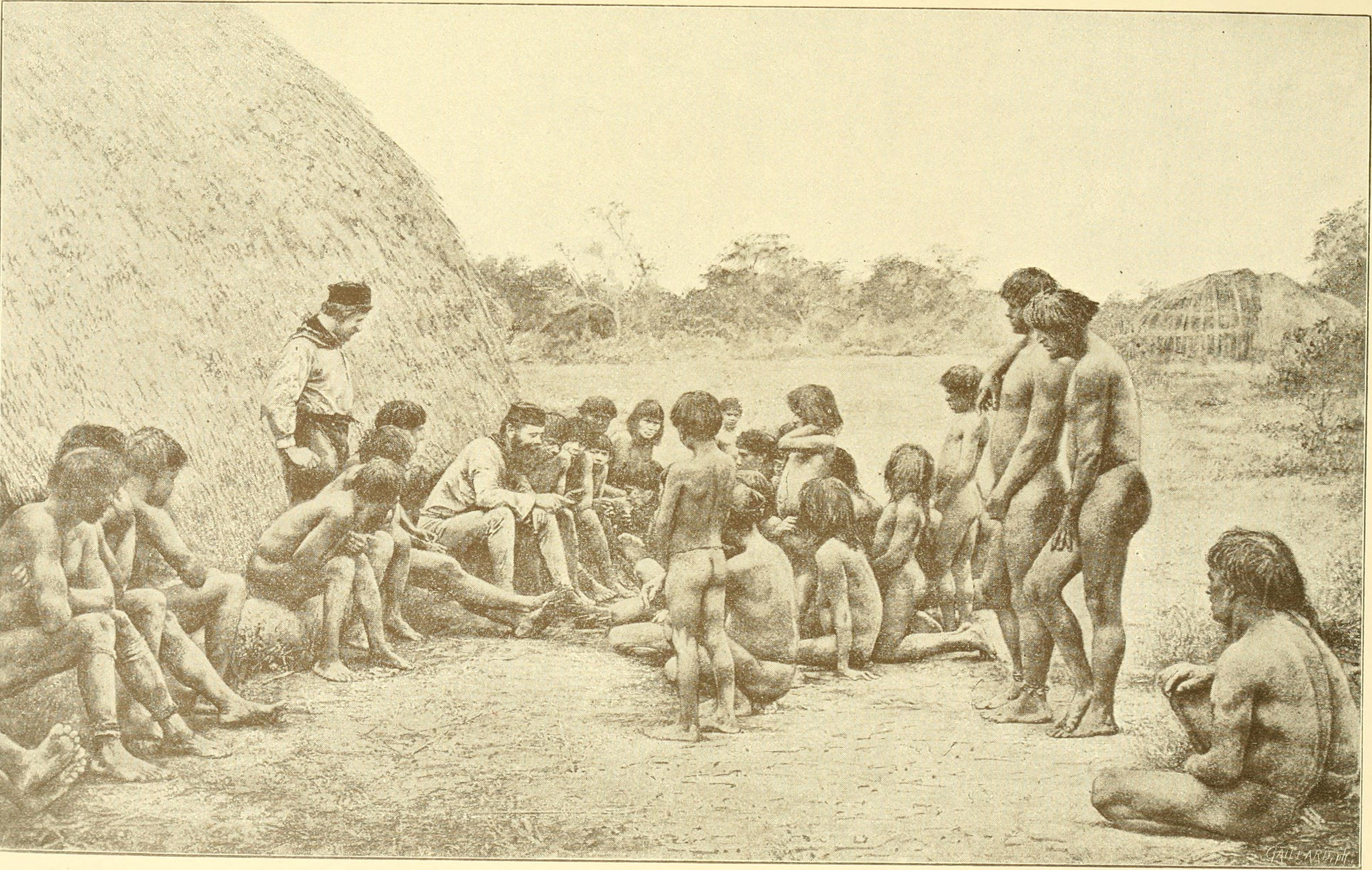
Indígenas Mehinako durante a visita de Karl von den Steinen

Atualmente, o ensino da língua escrita ocorre principalmente na escola indígena estadual, onde são abordados diversos tópicos a respeito da língua. Se, inicialmente, a escola foi concebida como um meio de salvaguardar a cultura mehinako diante dos receios gerados pela crescente presença não indígena, seu papel atualmente vai além dessa função. Para muitos mehinako, especialmente os mais jovens, a escola tem sido vista como uma ferramenta de acesso e inserção na cultura não indígena, além de um instrumento essencial para contribuir com o desenvolvimento de suas comunidades.

## Fonologia

### Consoantes
Por se tratar de uma língua que passou grande parte de sua história como exclusivamente falada, fato comum em muitas línguas indígenas, o mehinako possui uma grande complexidade de sons, tendo 25 fones consonantais. Dos 25 fones presentes, 13 deles são considerados fonemas distintos, pois se encontram em oposição dentro do sistema da língua, são eles: /p/, /t/, /k/, /ts/, /tʃ/, /ʂ/, /h/, /m/, /n/, /l/, /ɾ/, /w/ e /j/; 5  são resultado de processos morfofonológicos, são eles: [pʲ], [kʲ],[ɲ], [mʲ] e [ʐ]; e 7 estão em variação livre, a saber: [pʰ], [tʰ], [kʰ] e[ʃ], [b], [d] e [g]. A seguir se encontra a tabela dos fonemas consonantais do mehinako:
|             | Bilabial | Alveolar | Pós-alveolar | Retroflexa | Palatal | Velar | Glotal |
| ----------- | -------- | -------- | ------------ | ---------- | ------- | ----- | ------ |
| Plosiva     | p        | t        |              |            |         | k     |        |
| Nasal       | m        | n        |              |            |         |       |        |
| Africada    |          | ts       | tʃ           |            |         |       |        |
| Tap ou flap |          | ɾ        |              |            |         |       |        |
| Fricativa   |          |          |              | ʂ          |         |       | h      |
| Lateral     |          | l        |              |            |         |       |        |
| Aproximante | w        |          |              |            | j       |       |        |

### Vogais
Semelhantemente ao que ocorre com os  sons consonantais da língua mehinako, há uma divergência no número de fones e de fonemas vocálicos, uma vez que são muito comuns as transformações fonológicas. Do total de 21 fones vocálicos, somente cinco são considerados fonemas vocálicos: /i/, /e/, /ɨ/,/a/ e /u/. Dez ocorrem em variação livre, sendo eles: [ɪ], [ʊ], [ɛ], [ɐ], além das formas longas [iː],[eː], [ɛː], [ɨː], [aː] e [uː]. Os seis fones restantes – [ĩ], [ẽ], [ɛ̃],[ɨ̃], [ã] e [ũ] – resultam de um processo de nasalização regressiva, que afeta os segmentos à esquerda de consoantes nasais.
|         | Anterior | Central | Posterior |
| ------- | -------- | ------- | --------- |
| Fechada | i        | ɨ       | u         |
| Média   | e        |         |           |
| Aberta  |          | a       |           |

### Transformações Fonológicas

#### Transformações envolvendo consoantes
Na língua mehinako, três processos de assimilação influenciam a modificação das consoantes. O primeiro é a palatalização, que afeta as plosivas /p/ e /k/, as nasais /m/ e /n/, além da aproximante /w/, resultando em alterações articulatórias que aproximam esses sons da região palatal. O segundo processo é a africação, que ocorre com o fonema /t/, modificando sua articulação para um som com características de plosiva e fricativa ao mesmo tempo. Por fim, há o vozeamento da fricativa retroflexa /ʂ/ quando esta aparece em contexto intervocálico, tornando-se sonora devido à influência das vogais adjacentes.
Palatalização
O processo de palatalização ocorre na posição inicial da palavra e é acionado pela presença da vogal anterior /i/, que constitui o núcleo da estrutura (C)V dos proclíticos pronominais de segunda pessoa (singular e plural). Esse fenômeno acontece quando os proclíticos se anexam a determinadas palavras para formar sintagmas possessivos, construções estativas, entre outras estruturas gramaticais. Os proclíticos pronominais de segunda pessoa responsáveis por desencadear a palatalização dessas consoantes são {pi=}, correspondente à segunda pessoa do singular, e {ji=}, correspondente à segunda pessoa do plural. Seguem alguns exemplos:
| Original             | nu- (1sg)  | pi- (2sg)   | ji- (2pl)   |
| -------------------- | ---------- | ----------- | ----------- |
| kupatɨ (peixe)       | nukupatɨ   | pitʃupatɨ   | jitʃupatɨ   |
| pahɨ (macaco)        | nupahɨ     | pipjahi     | jipjahi     |
| mapapalu (borboleta) | numapapalu | pimjapapalu | jimjapapalu |
| nai (roupa)          | nunai      | piɲai       | jiɲai       |
| wana (braço)         | nuwana     | pijana      | jijana      |

Por mais que se origine na presença do /i/ no proclítico, o processo de palatalização não ocorre quando a sílaba CV inicial da palavra que sucede o proclítico pronominal tem como núcleo a vogal /i/. Mesmo na presença dos proclíticos {pi=} (segunda pessoa do singular) e {ji=} (segunda pessoa do plural).
Africação
O processo de africação do fonema /t/ ocorre no mesmo contexto da palatalização, ou seja, na posição inicial da palavra, sendo igualmente acionado pela presença da vogal anterior /i/. Quando os proclíticos se anexam a palavras para formar sintagmas possessivos, construções estativas, entre outras estruturas gramaticais, o fonema /t/ sofre uma modificação articulatória, passando a ser realizado como um som africado.
| Mehinako | nu- (1sg) | pi- (2sg) | ji- (2pl) |
| -------- | --------- | --------- | --------- |
| tewe     | nutewe    | pitsewe   | jitsewe   |
| tiwi     | nutiwi    | pitsiwi   | jitsiwi   |

Também se faz presente no mehinako a palatalização/africação no contexto da sufixação, seguindo as mesmas regras de formação de quando ela ocorre no início da palavra.
Vozeamento
O processo de vozeamento, assim como a palatalização e a africação, é um caso de assimilação de traços na língua mehinako. Esse fenômeno ocorre com a fricativa retroflexa /ʂ/ quando aparece entre vogais, independente de sua posição na palavra, fazendo com que adquira o vozeamento dos segmentos vocálicos adjacentes e passe a ser realizada como sua contraparte vozeada [ʐ].
| Mehinako         | nu- (1sg) | pi- (2sg) |
| ---------------- | --------- | --------- |
| ʂula (lagartixa) | nuʐula    | piʐula    |
| ʂepi (banco)     | nuʐepi    | piʐepi    |

#### Transformações envolvendo vogais
Harmonia vocálica
O processo de harmonia vocálica em mehinako é morfofonológico e ocorre em dois contextos específicos: (i) na prefixação, quando o morfema se adjunge à esquerda de um item lexical (nome, verbo ou posposição) e na (ii) sufixação, quando o morfema se adjunge à direita deste item. Nestes dois casos, as vogais dos morfemas, sejam elas do proclítico ou do sufixo, irão concordar com o item a que são anexadas. Segue abaixo uma tabela que resume os casos de harmonia:
| 1sg      | nu- | ni- | Antes de sílaba com núcleo [i].                     |
| 1sg      | nu- | nɨ- | Antes de sílaba com núcleo [ɨ].                     |
| 1sg      | nu- | nu- | Antes de sílaba com núcleo [u], [a], [e].           |
| ‎ ‎ 2sg‎ ‎ ‎ ‎ | pi- | pu  | Antes de sílaba com núcleo [u].                     |
| ‎ ‎ 2sg‎ ‎ ‎ ‎ | pi- | pɨ  | Antes de sílaba com núcleo [ɨ].                     |
| ‎ ‎ 2sg‎ ‎ ‎ ‎ | pi- | pi  | Antes de sílaba com núcleo [u], [a], [e], [i].      |
| 2pl      | ji- | ju- | Antes de sílaba com núcleo [u].                     |
| 2pl      | ji- | jɨ- | Antes de sílaba com núcleo [ɨ].                     |
| 2pl      | ji- | ji- | Antes de sílaba com núcleo [u], [a], [e], [i]       |
| 1pl      | a-  | e   | Antes de sílaba com núcleo [e].                     |
| 1pl      | a-  | a   | Antes de sílaba com núcleo [ɨ], [a], [e], [u], [i]. |
| 3sg/pl   | ɨ-  | i   | Antes de sílaba com núcleo [i].                     |
| 3sg/pl   | ɨ-  | ɨ   | Antes de sílaba com núcleo [ɨ], [a], [e], [u].      |

O processo de harmonia vocálica também ocorre na sufixação. Isso ocorre quando as primeiras vogais dos sufixos de diminutivo  harmonizam-se com as vogais núcleo da última sílaba da palavra em que esses morfemas se anexam. Todos os sufixos da língua, quando figuram em contextos que favorecem a harmonização vocálica, podem também ser alvos do processo.
Degeminação
Na língua mehinako, ocorre o fenômeno da degeminação de vogais na fronteira entre palavras. Esse processo consiste na fusão de duas vogais idênticas – ou seja, que compartilham os mesmos traços articulatórios – quando se encontram no final de uma palavra e no início da seguinte. Como resultado dessa fusão, há uma redução silábica, o que desencadeia um processo de ressilabificação. Esse fenômeno reorganiza a estrutura silábica das palavras envolvidas, ajustando a sequência vocálica ao fluxo natural da fala. O processo de degeminação em mehinako é comparável ao craseamento no português, mas com uma diferença essencial: não há adição de diacríticos para marcar essa fusão.
Ditongação
O fenômeno da ditongação ocorre em mehinako também na fronteira entre palavras, quando a vogal núcleo da última sílaba da palavra à esquerda se combina com a vogal núcleo da primeira sílaba da palavra à direita, formando um ditongo. Na palavra à esquerda, qualquer vogal fonológica da língua pode ocupar essa posição. No entanto, na palavra à direita, apenas as vogais /i/ e /u/ podem aparecer no núcleo da primeira sílaba. Quando isso ocorre, essas vogais passam a se realizar como [i] e [u], formando sílabas do tipo VV, como em [ai], [ei], [au], entre outras combinações. Além disso, esse processo de ditongação provoca um rearranjo silábico, levando à ressilabificação, especialmente devido ao encontro entre as duas vogais em fronteira de palavra.
Outra questão interessante a ser observada em relação à ditongação, é que ela só ocorre se a primeira sílaba da palavra à direita (cujo núcleo é a vogal a ser transformada em semivogal pelo processo de ditongação) não for tônica. Em casos em que essa primeira sílaba é tônica, não ocorre ditongação e as duas sílabas em fronteira de palavra permanecem inalteradas.
Elisão
A elisão, diferentemente da degeminação que afeta vogais iguais, afeta vogais de natureza diferentes na fronteira de palavras. O que ocorre, neste caso, não é uma fusão dessas vogais, mas o apagamento da vogal que ocupa o núcleo da última sílaba da palavra à esquerda, desde que essa sílaba seja átona.

#### Fones em variação livre
Nos fonemas consonantais, sete segmentos estão em variação livre, ou seja, não há uma regra que explique a variação presente na língua. Estes são: [ph], [th], [kh], [ʃ], [b], [d] e [g]. Desses, [ph], [p] e [b] são variações do fonema /p/; [th], [t] e [d] são variações de /t/; [kh], [k] e [g] são variações de /k/ e [ʃ] e [ʂ] são variações de /ʂ/. Já nos fonemas vocálicos, dez fones vocálicos estão em variação livre em Mehináku: [ɪ], [ʊ], [ɛ], [ɐ] e [iː], [eː], [ɛː], [ɨː], [aː], [uː], sendo [ɪ] e [iː] variações do fonema /i/; [ʊ] e [uː] variações de /u/; [ɛ] e [ɛː] variações de /e/; [ɐ] e [aː] variações de /a/ e [ɨː] variação de [ɨ]. Além disso, destes quatro fones, somente [ɛ] ocorre em posição tônica e no meio de palavras, uma vez que todos os demais fones ocorrem somente em final de palavra, em posição átona.

### Fonotática
O padrão silábico da língua mehinako segue a estrutura (C)V, onde o núcleo (V) é sempre obrigatoriamente preenchido por uma vogal. Esse núcleo pode apresentar-se de forma simples (V), com uma única vogal, ou complexa (VV), quando ocorre um ditongo.
O ataque silábico pode ser opcionalmente preenchido por uma consoante, ou seja, a sílaba pode iniciar com ou sem consoante. No entanto, a coda silábica nunca é preenchida, o que significa que todas as sílabas em mehinako terminam obrigatoriamente em vogal. Esse padrão fonotático reflete uma tendência fortemente vocálica na estrutura da língua, influenciando processos fonológicos como ditongação, elisão e degeminação em fronteiras de palavras.

#### Distribuição consonantal
Os fonemas em mehinako aparecem em diferentes posições dentro das palavras, permitindo identificar sua distribuição. A seguir, será possível observar sua ocorrência nas posições inicial, medial e final das palavras, que estão representadas, respectivamente, por "#___", "#__#" e "___#", bem como sua relação com cada uma das vogais fonológicas da língua.
A posição inicial de uma palavra refere-se à primeira sílaba dos itens lexicais, onde a consoante aparece no ataque absoluto, sem ser precedida por nenhum outro segmento. Já a posição medial corresponde às sílabas intermediárias, situadas entre outras sílabas dentro da palavra. Por fim, a posição final diz respeito à última sílaba dos itens lexicais, ocorrendo após outras sílabas, mas sem preceder nenhum outro segmento.
|       | #___ | #___ | #___ | #___ | #___ | #__# | #__# | #__# | #__# | #__# | ___# | ___# | ___# | ___# | ___# |
| ‎ ‎ ‎ ‎ ‎ ‎ | /i/  | /e/  | /a/  | /u/  | /ɨ/  | /i/  | /e/  | /a/  | /u/  | /ɨ/  | /i/  | /e/  | /a/  | /u/  | /ɨ/  |
| /p/   | ✔    | ✔    | ✔    | ✔    | ✔    | ✔    | ✔    | ✔    | ✔    | ✔    | ✔    | ✔    | ✔    | ✔    | ✔    |
| /t/   | ✔    | ✔    | ✔    | ✔    | ✔    | ✔    | ✔    | ✔    | ✔    | ✔    | ✔    | ✔    | ✔    | ✔    | ✔    |
| /k/   | ✔    | ✔    | ✔    | ✔    | ✔    | ✔    | ✔    | ✔    | ✔    | ✔    | ✔    | ✔    | ✔    | ✔    | ✔    |
| /h/   | ✔    | ✔    | ✔    | ✔    | ✔    | ✔    | ✔    | ✔    | ✔    | ✔    | ✔    | ✔    | ✔    | ✔    | ✔    |
| /m/   | ✔    | ✔    | ✔    | ✔    | ✔    | ✔    | ✔    | ✔    | ✔    | ✔    | ✔    | ✔    | ✔    | ✔    | ✔    |
| /n/   | ✔    | ✔    | ✔    | ✔    | ✔    | ✔    | ✔    | ✔    | ✔    | ✔    | ✔    | ✔    | ✔    | ✔    | ✔    |
| /w/   | ✔    | ✔    | ✔    | ?    | ✔    | ✔    | ✔    | ✔    | ?    | ✔    | ✔    | ✔    | ✔    | ?    | ✔    |
| /j/   | ✔    | ✔    | ✔    | ✔    | ✔    | ?    | ✔    | ✔    | ✔    | ?    | ?    | ✔    | ✔    | ✔    | ?    |
| /ʂ/   |      | ✔    | ✔    | ✔    |      |      | ✔    | ✔    | ✔    | ✔    |      | ✔    | ✔    | ✔    | ✔    |
| /ts/  | ✔    |      |      |      |      | ✔    | ✔    | ✔    | ✔    | ✔    | ✔    | ✔    | ✔    | ✔    | ✔    |
| /l/   |      |      |      |      |      | ✔    | ✔    | ✔    | ✔    |      | ✔    | ✔    | ✔    | ✔    | ✔    |
| /tʃ/  | ✔    |      |      |      |      | ✔    | ✔    | ✔    | ✔    |      | ✔    | ?    | ✔    | ✔    |      |
| /ɾ/   |      |      |      |      |      | ✔    | ✔    | ✔    | ✔    |      | ✔    |      | ✔    |      |      |

É possível observar que, entre os fonemas consonantais da língua mehinako, as plosivas [p, t, k], a fricativa [h] e as nasais [m, n] são as mais produtivas, ocorrendo em todas as posições da palavra e podendo preceder todas as vogais fonológicas. As aproximantes [w, j] também aparecem em todas as posições, com exceção de [w], que não ocorre antes de [u], e de [j], que não ocorre antes de [i, ɨ] em posição medial e final. Por outro lado, os demais segmentos consonantais apresentam menor produtividade, como [l] e [ɾ], que nunca ocorrem no início das palavras. 

### Prosódia
O mehinako apresenta diferentes tipos de acento a depender da estrutura silábica das palavras, ou seja, é uma língua intermediária em relação às línguas de acento fixo e livre.
Em mehinako há poucas palavras lexicais monossilábicas, e em geral as palavras deste tipo encontradas têm estrutura do tipo VV, como [ˈui] (cobra) ou [ˈai] (pimenta), por exemplo, ou CVV, como em [ˈnẽĩ] (língua) ou [ˈmãĩ] (pele). As palavras dissilábicas não parecem ter acento fixo, de modo que é possível encontrar palavras desse tipo sendo acentuadas ora na última, ora na penúltima sílaba, da direita para a esquerda. Por exemplo: [pa.ˈpa] (pai), [hɨ.ˈka] (cigarro), [ˈkã.mɨ] (sol) e [ˈmu.tɨ] (marrom). Nas palavras trissilábicas e polissilábicas, por sua vez, o acento parece ser fixo, uma vez que recai sempre na penúltima sílaba das palavras, como pode ser visto a seguir: [ã.ˈm̃.ɲa] (frio), [e,ˈtẽ,ne] (remo), [ke.je.ˈɾi.ɾi] (cascavel) e [ka.tũ.pa.ˈlu.lu] (viúva).
Também é importante pontuar o efeito que a sufixação tem no deslocamento do acento nas palavras. Sempre que um sufixo aumentar a quantidade de sílabas de uma palavra, o acento será deslocado para a penúltima sílaba da futura palavra.

## Ortografia
A ortografia mehinako é relativamente recente. Diferentemente da ortografia Wauja, língua com a qual o mehinako compartilha de semelhanças estruturais, que foi criada por missionários na década de 60, a ortografia do mehinako só foi desenvolvida no fim da década de 90 e início dos anos 2000, durante os cursos de formação de professores indígenas do Xingu, oferecidos pelo Instituto Socioambiental. A partir desses cursos, além do desenvolvimento da ortografia, também foi elaborado um livro de ensino da língua mehinako, inteiramente na língua e escrito a partir da nova ortografia estabelecida, chamado “Imiehunaku Iayaka: livro para alfabetização na língua Mehináku” (2001).
A ortografia adotada durante esses cursos, que continua a ser utilizada atualmente, é bastante similar a do português, utilizando o alfabeto latino e sendo lido da esquerda para a direita, levou em consideração a análise da fonologia da língua, razão pela qual apresenta poucos problemas atualmente. Na ortografia mehinako, as consoantes /p, t, k, ts, h, m, n, l, w/ são representadas por suas contrapartes ortográficas diretas <p, t, k, ts, h, m, n, l, e w>. Somente 4 dos 13 fonemas consonantais receberam representações ortográficas diferentes de suas representações fonológicas, são eles /tʃ, ʂ, ɾ e j/. Dentre as cinco vogais fonológicas, por sua vez, somente uma tem representação ortográfica diferente da fonológica: /ɨ/, conforme a seguir:
|            | Representação fonológica | Representação ortografica |
| ---------- | ------------------------ | ------------------------- |
| Consoantes | /tʃ/                     | <tx>                      |
| Consoantes | /ʂ/                      | <x>                       |
| Consoantes | /ɾ/                      | <r>                       |
| Consoantes | /j/                      | <y>                       |
| Vogais     | /ɨ/                      | <ü>                       |

A seguir, uma tabela com as equivalências sonoras no português:
| Mehinako | AFI | Exemplo | Idioma do exemplo                            |
| -------- | --- | ------- | -------------------------------------------- |
| a        | a   | casa    | português                                    |
| e        | e   | peixe   | português                                    |
| i        | i   | quis    | português                                    |
| ü        | ɨ   | yvy     | guarani                                      |
| u        | u   | urso    | português                                    |
| p        | p   | pato    | português                                    |
| t        | t   | tampa   | português                                    |
| k        | k   | queijo  | português                                    |
| h        | h   | carro   | português                                    |
| m        | m   | mato    | português                                    |
| n        | n   | nariz   | português                                    |
| w        | w   | quase   | português                                    |
| y        | j   | boia    | português                                    |
| x        | ʂ   |         | não existe em lingua semelhante ao português |
| ts       | ts  | cheese  | inglês                                       |
| l        | l   | limpo   | português                                    |
| tx       | tʃ  | tchau   | português                                    |
| r        | ɾ   | touro   | português                                    |

## Gramática
Do ponto de vista morfológico, a língua mehinako é polissintética, núcleo-marcada e aglutinante, compartilhando essas características com as demais línguas arauak. Sua morfologia baseia-se na concatenação de múltiplos morfemas, com fronteiras bem definidas entre eles. É uma língua predominantemente sufixal, possuindo poucos prefixos. As classes abertas incluem verbos e nomes, enquanto as classes fechadas englobam pronomes (pessoais, demonstrativos, indefinidos), numerais, advérbios, posposições, interjeições, ideofones e adjetivos.
Tanto nomes, verbos e posposições são flexionados por proclíticos pronominais, que desempenham função de possuidores nominais ou sujeitos. Além disso, os nomes podem receber morfemas de gênero, grau, excessivo, privativo, classificadores, número e estados de existência. A língua distingue número singular e plural, utilizando o sufixo -nau para seres humanos e os sufixos -tɨpe e -pɨhɨ para não humanos. Já os verbos são modificados por formativos de tempo, aspecto, modo e concordância de objeto.
Em relação à sintaxe, a língua mehinako apresenta um alinhamento predominantemente ativo-estativo, no qual o significado dos verbos determina o tipo de argumento que será tomado. Os verbos intransitivos se dividem em dois grupos: o primeiro inclui verbos agentivos, não-agentivos e estativos transitórios, cujo sujeito, quando pronominal, se alinha ao sujeito do verbo transitivo; o segundo grupo abrange verbos estativos permanentes, cujo sujeito, por sua vez, se alinha ao objeto do verbo transitivo.

### Pronomes

#### Pessoais
Em mehinako, assim como em outras línguas arauak, há apenas um conjunto de pronomes pessoais que codificam as categorias de pessoa (1°, 2° e 3°) e número (singular e plural). Este conjunto é composto pelos pronomes livres e suas respectivas formas proclítizadas, que diferem quanto à classe em que se anexam: se as formas proclítizadas se anexam a nomes, funcionam como possuidores (genitivo), e, se a verbos ou posposições, funcionam como sujeitos ou argumento de posposição, respectivamente.
Em termos de suas funções morfossintáticas, os proclíticos pronominais, que são formas proclitizadas dos pronomes livres em mehinako, são obrigatórios nos verbos para assinalar o sujeito e também os argumentos de posposições. No nome, o proclítico desempenha papel de possuidor, em construções possessivas, e sua presença não é obrigatória em nomes alienáveis, embora requerida. Os proclíticos pronominais não podem funcionar em mehinako como objetos de verbos transitivos, função desempenhada pelos pronomes livres. A seguir há uma tabela com os pronomes pessoais e proclíticos, bem como sua variação em número e pessoa:
|          | Proclíticos (forma reduzida) | Pronomes livres |
| -------- | ---------------------------- | --------------- |
| 1° sg    | n- nu-                       | natu            |
| 2° sg    | p- pi-                       | pitsu           |
| 3° sg/pl | inɨ- ɨ- ɨn-                  | ø               |
| 1° pl    | a- au-                       | aitsu           |
| 2° pl    | j- ji-                       | jitsu           |

A diferenciação dos proclíticos entre com ou sem a vogal ocorre em decorrência da primeira letra da palavra subsequente. Se a primeira letra for uma vogal, há a exclusão da última vogal do proclítico.

#### Pronomes demonstrativos
O mehinako é uma língua na qual as formas demonstrativas adnominais e pronominais são as mesmas, haja vista que ambas podem ser usadas como pronomes independentes no sintagma nominal e como modificadores de nomes. Além disso, os demonstrativos adnominais podem desempenhar função adverbial, a partir do acréscimo de alguns recursos morfológicos. A seguir, uma tabela com os pronomes demonstrativos adnominais inalterados:
| Proximal | Medial | Distal |
| -------- | ------ | ------ |
| ɨʂɨ      | ʂene   | ʂa     |
| kata     |        | kene   |
|          |        | kani   |

#### Pronomes indefinidos
Não há, em mehinako, nenhum pronome exclusivamente usado para expressar indefinição, mas há certos recursos na língua que permitem expressar essa ideia e que podem ser usados em função pronominal. Em geral, essas formas fazem referência à terceira pessoa do discurso, são elas: o nome une ‘pessoa/gente’ e o demonstrativo distal ʂa.

#### Pronomes interrogativos
Em mehinako, predomina uma única forma de pronome interrogativo, o atsa que é empregada em orações interrogativas diretas ou indiretas e refere-se à 3ª pessoa do discurso de forma imprecisa. Além dessa forma, há também uma proforma interrogativa, representada por tɨ- que pode combinar-se com o quotativo -numa e locativos como -nai para expressar noções interrogativas, de maneira semelhante ao "por que" da língua portuguesa.

### Substantivos
Do ponto de vista morfológico, os nomes em mehinako podem ocorrer sem modificação ou receber uma série de formativos. O número de prefixos anexados a nomes é reduzido, em comparação à quantidade de sufixos. Em geral, à esquerda dos nomes figuram os proclíticos pronominais em construções de posse nominal, além do prefixo de atributivo, do prefixo de grau, de privação, de reciprocidade, e, ainda, os prefixos verbalizadores. Segue a tabela com os principais prefixos nominais e suas funções:
| Categoria           | Formativo | Significado                          |
| ------------------- | --------- | ------------------------------------ |
| Posse               | nu-       | Primeira pessoa do singular          |
| Posse               | pi-       | Segunda pessoa do singular           |
| Posse               | i-        | Terceira pessoa do singular e plural |
| Posse               | a-        | Primeira pessoa do plural            |
| Posse               | ji-       | Segunda pessoa do plural             |
| Posse               | ka-       | Atributivo                           |
| Grau                | au-       | Excessivo                            |
| Privação            | ma-       | Privativo                            |
| Correferencialidade | pa-       | Índice correferencial                |
| Verbalização        | a-        | Verbalizador                         |
| Verbalização        | hu-       | Verbalizador                         |

Em relação aos sufixos, eles portam uma variedade de significados, incluindo: posse (morfema absoluto, de concordância de plural e de posse alienável), grau, gênero, número, estados de existência, assertividade, e, ainda, um sufixo verbalizador, conforme a seguir:
| Categoria            | Formativo | Significado                     |
| -------------------- | --------- | ------------------------------- |
| Posse                | -i        | Não-possuído                    |
| Posse                | -pa       | Plural de terceira pessoa       |
| Posse                | -la       | Posse alienável                 |
| Grau                 | -tai      | Diminutivo                      |
| Gênero               | -hɨ       | Masculino                       |
| Gênero               | -tu       | Feminino                        |
| Gênero               | -lu       | Feminino                        |
| Gênero               | -neʂu     | Feminino                        |
| Número               | -nau      | Plural [+ humano]               |
| Número               | -tipe     | Plural [- humano, +/- animado]  |
| Número               | -pi̵hɨ     | Coletivo [- humano, + animado]  |
| Número               | -taku     | Coletivo [locativo]             |
| Número               | -ma       | Repetitivo (plural associativo) |
| Estado de existência | -wei      | Retrospectivo                   |
| Estado de existência | -paiʈʂe   | Prospectivo                     |
| Assertividade        | -jete     | Assertivo                       |
| Verbalização         | -ta       | Verbalizador                    |

### Advérbios

#### De tempo
Os advérbios temporais referem-se ao tempo em que determinado evento acontece e podem, por esta razão, determinar acontecimentos tanto no passado, quanto no presente ou no futuro. Advérbios temporais em mehinako descrevem a referência temporal das sentenças, no sentido de que, quando não há marcações temporais no verbo, eles são o único recurso utilizado para ancorar temporalmente os eventos.

#### De modo
Advérbios modais especificam o modo, a maneira com que determinado evento se realiza. Como por exemplo, kuweleke (rapidamente).

#### De dúvida
Os advérbios de dúvida exprimem incerteza a respeito de determinada proposição expressa pelo predicado da construção. Em mehinako, a noção de incerteza pode ser expressa por meio do advérbio pihala.

### Adjetivos
Os adjetivos podem comportar-se de três formas: em função atributiva (forma básica), predicada e nominalizada (tornam-se nomes). Em função atributiva ocorrem justapostos aos nomes que modificam, como  awitsiri (bonito) em jamukuh awitsiri (menino bonito); como predicados, combinam-se com o sufixo estativo –paj e são flexionados por prefixos pessoais, como em nukatɨkapaj (eu estou gelado) e, por fim, adjetivos são nominalizados por meio do morfema suprassegmental [~]: katɨká (gelado) se tranforma em katɨkã, como em nukatɨkã (meu gelado).

### Verbo
Assim como em muitas outras classes de palavras na língua mehinako, as alterações feitas aos verbos são feitas, principalmente, por meio da adição de prefixos e sufixos, ou proclíticos. Os marcadores que indicam a conjugação verbal em tempo, aspecto, modo, modalidade e eventualidade se encontram na tabela a seguir:
| Categoria       | Formativo | Significado      |
| --------------- | --------- | ---------------- |
| Tempo           | -Ø        | Passado/presente |
| Tempo           | -la       | Futuro           |
| Aspecto         | -wa       | Perfectivo       |
| Aspecto         | -wi       | Perfectivo       |
| Aspecto         | -pai      | Imperfectivo     |
| Aspecto         | -ne       | Pontual          |
| Aspecto         | -tai      | Atenuativo       |
| Aspecto         | -jete     | Asseverativo     |
| Aspecto         | -ja       | Asseverativo     |
| Aspecto         | -tíka     | Transicional     |
| Aspecto         | -tsa      | Iterativo        |
| Aspecto         | -li       | Continuativo     |
| Modo            | -ma       | Repetitivo       |
| Modo            | -ku       | Declarativo      |
| Modo            | -ne       | Direcional       |
| Modo            | -kina     | Impessoal        |
| Modalidade      | mija      | Potencial        |
| Modalidade      | kala      | Dubitativo       |
| Modalidade      | pijala    | Dubitativo       |
| Modalidade      | mina      | Dubitativo       |
| Modalidade      | kuma      | Potencial        |
| Modalidade      | kuta      | Desiderativo     |
| Evidencialidade | kutsa     | Indireta         |

Tempos
O tempo verbal está relacionado a uma situação que se refere ao tempo de fala. Assim, as noções de presente, passado e futuro, ou seja, os três tempos verbais mais comuns à maioria das línguas do mundo, descrevem, respectivamente, o momento simultâneo, o momento anterior e o momento subsequente ao tempo de fala, ou, em outras palavras, ao momento de enunciação.
Aspectos
O aspecto verbal refere-se à maneira como a constituição temporal interna de um evento é observada, diferenciando-se do tempo, que indica a localização externa do evento. Enquanto o tempo situa a ação em relação ao momento da fala, o aspecto está relacionado ao modo como a ação ocorre, seu desenvolvimento e resultado. Geralmente, as línguas distinguem entre aspecto perfectivo, que indica uma ação concluída, e aspecto imperfectivo, que expressa uma ação em andamento ou inacabada. No entanto, existem outras categorias de aspecto além dessas.
No mehinako, há oito tipos de aspecto verbal, todos expressos por sufixos ou enclíticos anexados ao verbo. O aspecto perfectivo recorta um evento terminado, especificando-o temporalmente no sentido de que assinala com mais precisão que um evento foi encerrado. O imperfectivo, por sua vez, é utilizado em mehinako para especificar que o início e o fim de determinado evento não são conhecidos, e, por isso, tende a ser usado em construções em que os eventos ainda estão em processo/progresso.  O aspecto pontual  indica que determinado evento é pontual, evidenciando que determinada ação é momentânea, ou seja, ocorre em momento determinado. O aspecto atenuativo indica que uma ação é atenuada, e é indicada pelo mesmo enclítico utilizado no diminutivo dos nomes. Assim como ocorre quando aparece anexada aos nomes, a partícula associada ao asseverativo indica certeza sobre a ação descrita pelo verbo. O aspecto transicional engloba tanto eventos que acabaram de acontecer, quanto aqueles que ainda não aconteceram ou não acabaram ainda, indicando, portanto, uma transição.O aspecto iterativo indica que a ação descrita pelo verbo tende a ocorrer de forma regular, de forma iterativa, ou seja, que tende a se repetir com certa regularidade. O aspecto continuativo  indica continuidade , isto é, indica que a ação descrita pelo locutor continua a acontecer no momento em que ele a enuncia, ou que uma ação que se passa durante o ato comunicativo entre dois interlocutores continua a acontecer enquanto eles dialogam.
Modos
O termo modo refere-se tradicionalmente a categorias expressas pela morfologia verbal, ou seja, a uma categoria de natureza morfossintática, assim como o tempo e o aspecto, sendo marcada diretamente no verbo. Apesar disso, suas funções semânticas estão relacionadas ao significado global da sentença.
O modo repetitivo indica que uma mesma ação se repete novamente, delimitando, assim, o modo como esta ação se realiza. O modo declarativo, também chamado de indicativo, é um modo epistêmico que sinaliza que a proposição expressa pela declaração de um falante é oferecida como uma declaração de fato não qualificada. O modo impessoal especifica que o referente a que se refere o verbo não é conhecido.
Modalidades
A modalidade, diferentemente do modo, não é necessariamente expressa por meio da morfologia verbal em todas as línguas. Em alguns casos, pode ser indicada por verbos modais ou por partículas que aparecem separadas do verbo.
A modalidade potencial trata-se de um marcador de possibilidade, de condicionalidade. A partícula do dubitativo indica que o falante não tem certeza a respeito da proposição enunciada. Já a partícula do desiderativo exprime vontade, desejo do falante em realizar alguma ação.
Evidencialidades
A evidencialidade, de forma geral, refere-se à indicação do tipo de evidência que sustenta uma determinada afirmação. Diferentes estudos propõem diversas formas de categorização desse fenômeno. No caso do mehinako, até o momento, foi identificada apenas a evidencialidade indireta do tipo reportativo.
A evidencialidade indireta, mais especificamente a do tipo reportativo, refere-se a proposições proferidas por um locutor a partir de informações que a ele foram reportadas.
Além dos formativos que indicam a conjugação, há muitos outros presentes na língua mehinako, e alguns deles podem ser vistos na tabela a seguir:
| Nº | Categoria           | Formativo | Significado                                      |
| -- | ------------------- | --------- | ------------------------------------------------ |
| 1  | Sujeito             | nu-       | Primeira pessoa do singular                      |
| 2  | Sujeito             | pi-       | Segunda pessoa do singular                       |
| 3  | Sujeito             | i-        | Terceira pessoa do singular e plural             |
| 4  | Sujeito             | a-        | Primeira pessoa do plural                        |
| 5  | Sujeito             | ji-       | Segunda pessoa do plural                         |
| 6  | Tempo               | -la       | Futuro                                           |
| 7  | Aspecto             | -wa       | Perfectivo                                       |
| 8  | Aspecto             | -wi       | Perfectivo                                       |
| 9  | Aspecto             | -pai      | Imperfectivo                                     |
| 10 | Aspecto             | -ne       | Pontual                                          |
| 11 | Aspecto             | -tai      | Atenuativo                                       |
| 12 | Aspecto             | -jete     | Asseverativo                                     |
| 13 | Aspecto             | -ja       | Asseverativo                                     |
| 14 | Aspecto             | -tíka     | Transicional                                     |
| 15 | Aspecto             | -tsa      | Iterativo                                        |
| 16 | Aspecto             | -li       | Continuativo                                     |
| 17 | Modo                | -ma       | Repetitivo                                       |
| 18 | Modo                | -ku       | Declarativo                                      |
| 19 | Modo                | -ne       | Direcional                                       |
| 20 | Modo                | -kina     | Impessoal                                        |
| 21 | Redução de valência | -tuwa     | Reflexivo                                        |
| 22 | Redução de valência | -kuwa     | Anticausativo                                    |
| 23 | Redução de valência | pa-       | Recíproco                                        |
| 24 | Aumento de valência | -ta       | Causativo                                        |
| 25 | Plural              | -pa       | Plural de terceira pessoa em posição de sujeito  |
| 26 | Objeto              | -ni       | Terceira pessoa do singular em posição de objeto |
| 27 | Objeto              | -pi       | Terceira pessoa do plural em posição de objeto   |
| 28 | Objeto              | -wi       | Terceira pessoa impessoal em posição de objeto   |
| 29 | Existencial         | -waka     | Existencial                                      |
| 30 | Transformativo      | -henei    | Transformativo                                   |
| 31 | Atributivo          | ka-       | Atribuição                                       |
| 32 | Privativo           | ma-       | Privação                                         |

### Sentença

#### Sintaxe
A ordem padrão em mehinako é SVO (AVO) em sentenças transitivas e SV, em sentenças intransitivas. Existem também em registros transcritos, a ordem alternativa VA, para transitivas, e VS, para intransitivas, embora esses sejam exemplos bastante raros, que ocorrerem por força de questões discursivas, como ênfase, que movem o verbo à posição inicial da sentença, já que são raras as construções que apresentam o verbo antes do sujeito, e quando ocorrem, são em sentenças intransitivas. As orações complexas incluem coordenadas adversativas e conjuntivas, expressas por justaposição, alternativas, marcadas pela partícula kala, e conclusivas, introduzidas pela partícula jukaka. As orações subordinadas podem ser completivas, adverbiais ou relativas.
A marcação de diferentes tipos de sentenças ocorre da seguinte forma: as declarativas são indicadas pelo morfema {=ku}, as imperativas não recebem marcação morfológica no verbo e as interrogativas são identificadas exclusivamente pela entonação.

#### Interrogação
As sentenças interrogativas em mehinako dividem-se em perguntas polares e perguntas de informação.
As perguntas polares podem ser respondidas com “sim” ou “não” e verificam o grau de verdade da proposição. A resposta afirmativa usa interjeições responsivas, enquanto a negativa emprega a partícula aitsa, que pode combinar-se com morfemas aspectuais e modais. Não há partículas interrogativas específicas, sendo a entonação ascendente a única marcação.
As perguntas de informação buscam completar um conhecimento compartilhado entre falante e ouvinte. São introduzidas por partículas e proformas interrogativas, geralmente no início da sentença, e também apresentam entonação ascendente.
A principal partícula interrogativa em mehinako é atsa, que, diferentemente de outras línguas arauak, é a única forma utilizada para expressar noções como "qual", "quem", "o quê" e "como", dependendo de sua combinação com outros elementos gramaticais.

#### Negação
Em mehinako, é possível encontrar duas formas de expressão da negação, a negação sintática e morfológica. Sintaticamente, a negação é marcada por meio da partícula aitsa, que tende a ocupar a posição pré-verbal e pode receber uma série de formativos de tempo, aspecto e modo, que semanticamente especificam o status da negação. Morfologicamente, por sua vez, a negação é expressa por meio do prefixo privativo ma=, que é bastante estável entre as línguas arauak atuais. Além disso, existem quatro tipos de negação em mehinako: A negação padrão, a negação existencial, a negação indefinida, e a negação de predicados não-verbais possessivos.

## Vocabulário
A seguir pode ser lido o prefácio do livro de alfabetização em mehinako, tanto em sua língua original, quanto em português:
| Mehinako | Português |
| --- | --- |
| Aitsunãu üu kata yanati kuhã, Imiehünaku nãu. Üxü yanati aitsumá, makatua aitsá wahitxa ayayaka hã. lyukaka aitsumawü hã. Kani ekexetua nãu pai yamukunãu pei ünapüta nekuhã, maka ünupapü, maka eletepü hã. Tumanãu né livro wikuhã: Makaulaka Awapi Mehinaku, Uretsu Yawapula Mehinaku. | Este livro é para nosso povo Mehinako. Estas palavras que escrevemos são para não perder nossa lingua. Nós montamos este livro para nossas crianças que estão estudando. Essa é a nossa preocupação. O livro pode nos ajudar a não perder a nossa língua no futuro. Este livro foi produzido pelos professores da aldeia Mehinaku: Makaulaka Awapi Mehinaku e Yawapula Mehinaku. |

O sistema de contagem mehinako é bastante simples, e se resume aos números de dedos em suas mãos e seus pés, como pode ser visto a seguir:
| Número | Português | Tradução literal               | Mehinako                                 |
| ------ | --------- | ------------------------------ | ---------------------------------------- |
| 1      | Um        | Um                             | Pawitsa                                  |
| 2      | Dois      | Dois                           | mipiama                                  |
| 3      | Três      | Três                           | kamayukula                               |
| 4      | Quatro    | Dois alargado                  | mipiama-wa-ka                            |
| 5      | Cinco     | Uma mão                        | pawitsa wɨʂɨkũ-i                         |
| 6      | Seis      | Um que atravessa uma mão       | pawitsa taputa wɨʂɨkũ-i                  |
| 7      | Sete      | Dois que atravessam uma mão    | mipiama taputa wɨʂɨkũ-igen               |
| 8      | Oito      | Três que atravessam uma mão    | kamayukula taputa wɨʂɨkũ-i               |
| 9      | Nove      | Quatro que atravessam uma mão  | mipiama-wa-ka taputa wɨʂɨkũ-i            |
| 10     | Dez       | Acabaram as mãos               | mamala wɨʂɨkũ-i                          |
| 11     | Onze      | Um do pé                       | pawitsa kitsapa-i                        |
| 12     | Doze      | Dois do pé                     | mipiama kitsapa-i                        |
| 13     | Treze     | Três do pé                     | kamayukula kitsapa-i                     |
| 14     | Catorze   | Quatro do pé                   | mipiama-wa-ka kitsapa-i                  |
| 15     | Quinze    | Acabou as mãos e um dos pés    | mamala wɨʂɨkũ-i pawitsa mamala kitsapa-i |
| 16     | Dezesseis | Um que atravessa o pé          | pawitsa taputa kitsapa-i                 |
| 17     | Dezessete | Dois que atravessam o pé       | mipiama aputa kitsapa-i                  |
| 18     | Dezoito   | Três que atravessam o pé       | kamayukula taputa kitsapa-i              |
| 19     | Dezenove  | Quatro que atravessam o pé     | mipiama-wa-ka taputa kitsapa-i           |
| 20     | Vinte     | Acabaram os pés                | mamala kitsapa-i                         |
| 40     | Quarenta  | Acabaram os meus e os seus pés | mamala ni-kitsapa mamala pi-kitsapa      |

Ainda, seguem algumas palavras comuns na língua mehinako:
| Mehinako        | Português                      |
| --------------- | ------------------------------ |
| nuncéi          | língua                         |
| nuteve          | dente                          |
| nukirabe        | boca                           |
| nukiri          | nariz                          |
| nukiriako       | narina                         |
| nutitái         | olho                           |
| kame            | sol                            |
| kame yehítsa    | leste                          |
| kama tirizúka   | meio-dia                       |
| yeipiene        | oeste                          |
| kerzí           | lua                            |
| kalonte, kapuhe | estrela                        |
| muyakale        | dia                            |
| mutivaka        | noite                          |
| enunako, enu    | céu                            |
| one             | chuva (água)                   |
| iyepe           | arco-íris                      |
| enutsidya       | trovoada                       |
| hímia           | vento                          |
| hímialai        | fumaça                         |
| tséi, tsé       | fogo                           |
| alapü           | cinza                          |
| íntái           | arco                           |
| ukú             | flecha                         |
| pahü-napü       | ponta de osso (osso de macaco) |
| itsá            | canoa                          |
| etene           | remo                           |
| motu            | nassa                          |
| kulutu          | cesta de pescar                |
| kapati nái      | rede de pescar                 |
| avayu, papa     | pai                            |
| mama            | mãe                            |
| nutai           | filho                          |
| nutamitsuí      | filha                          |
| hauká, tai      | criança                        |
| ató             | avô                            |
| atsíru          | avó                            |
| natu            | eu                             |
| petsü           | tu                             |
| mühitzá         | vermelho                       |
| veruya          | amarelo                        |
| hémiri, kisuá   | branco                         |
| ärzi            | preto                          |
| ipiulá          | azul, verde                    |
| ata             | madeira, árvore                |
| pana            | folha                          |
| máikli          | milho                          |
| mukurá          | mandioca                       |